# Gym Class Heroes
Gym Class Heroes er en rapgruppe fra USA. Gruppen blev dannet i 1997, da Travie McCoy mødte trommeslageren Matt McGinley.
Gruppen udgav sangen "Stereo Hearts" i 2011. Sangen har over 530.000.000 afspilninger på Spotify.[kilde mangler]

## Diskografi
- ...For the Kids (2001)
- The Papercut Chronicles (2005)
- As Cruel as School Children (2006)
- The Quilt (2008)
- The Papercut Chronicles II (2011)